# Johanna Brade
Johanna Brade (* 1960 in Oldenburg) ist eine deutsche Kunsthistorikerin und Autorin.

## Leben
Johanna Brade studierte Kunstgeschichte und promovierte 1993 an der Freien Universität in Berlin mit der Arbeit Die Zirkus- und Varietebilder der „Brücke“ (1905–1913). Zwischen Bildexperiment und Gesellschaftskritik. Zu Themenwahl und Motivgestaltung. Sie ist seit Ende der 1990er Jahre als wissenschaftliche Mitarbeiterin in den Bereichen Kunstgeschichte und Fotothek am Schlesischen Museum in Görlitz tätig und betreute mittlerweile dort sowie auch in München (Kunsthalle der Hypo-Kulturstiftung, 2003) und Oldenburg (Oldenburg) (Stadtmuseum Oldenburg, 2005/2006) mehrere Kunstausstellungen, teils auch als Kuratorin.
Schwerpunkte ihrer Arbeit sind Malerei, Grafik und Plastik des 19. und 20. Jahrhunderts. Sie forscht dabei vor allem zur Kunstgeschichte Schlesiens und arbeitet an grenzübergreifenden Projekten sowie gemeinsamen Kunstausstellungen mit Polen und Tschechien mit. Brade veröffentlichte zahlreiche kunstgeschichtliche Arbeiten, insbesondere zur Kunstgeschichte Schlesiens, als Autorin oder Koautorin sowie teils auch als Herausgeberin.

## Publikationen (Auswahl)
als Autorin
- Suzanne Valadon. Vom Modell in Montmartre zur Malerin der klassischen Moderne. Belser, Stuttgart 1994, ISBN 3-7630-2306-2.
- Die glückliche Halbinsel. Spanien in Bildern und Texten. Charlotte E. Pauly (1886–1981). Hrsg.: Stiftung Schlesisches Museum zu Görlitz. Oettel, Görlitz 2000, ISBN 3-932693-51-5 (deutsch, polnisch; Ausstellungskatalog).
- Messer, Stichel, Zeichenfeder. Die Graphikerin Grete Schmedes (1889–1985). Hrsg.: Stiftung Schlesisches Museum zu Görlitz. Oettel, Görlitz 2000, ISBN 3-932693-49-3 (deutsch, polnisch; Ausstellungskatalog).
- Werkstätten der Moderne. Lehrer und Schüler der Breslauer Akademie 1903–1932. Hrsg.: Stiftung Schlesisches Museum zu Görlitz. Stekovics, Halle an der Saale 2000, ISBN 3-89923-061-2 (Ausstellungskatalog).
- Zwischen Künstlerbohème und Wirtschaftskrise. Otto Müller als Professor der Breslauer Akademie 1919–1930. Hrsg.: Stiftung Schlesisches Museum zu Görlitz. Oettel, Görlitz 2004, ISBN 3-932693-84-1.

als Koautorin
- zusammen mit Egon Johannes Greipl und Marcus Junkelmann: Dollinger. Das Buch zum Spiel. Hrsg.: Verein zur Förderung des Regensburger Dollingerspiels e. V. Buchverlag der Mittelbayerischen Zeitung, Regensburg 1995, ISBN 3-927529-69-9.
- zusammen mit Johann Georg Prinz von Hohenzollern u. a.: Otto Mueller. Ausstellung in der Kunsthalle der Hypo-Kulturstiftung München, vom 21. März bis 22. Juni 2003. Hrsg.: Johann Georg Prinz von Hohenzollern und Mario-Andreas von Lüttichau. Prestel, München 2003, ISBN 3-7913-2857-3 (Ausstellungskatalog).
- zusammen mit Ewald Gäßler und Uwe Heckmann: Willi Oltmanns. 100 Jahre, 100 Werke. Gemälde und Aquarelle (= Veröffentlichungen des Stadtmuseums Oldenburg, Band 51). Hrsg.: Stadtmuseum Oldenburg, Ewald Gäßler. Isensee, Oldenburg 2005, ISBN 3-89995-256-1 (Ausstellungskatalog).
- zusammen mit Ksenia Stanicka-Brzezicka: Rollenwechsel. Künstlerinnen in Schlesien um 1880 bis 1945. Hrsg.: Stiftung Schlesisches Museum zu Görlitz. Oettel, Görlitz 2009, ISBN 978-3-938583-44-9 (Ausstellungskatalog).

als Herausgeberin
- mit Tobias Weger: Kunst zur Kriegszeit 1914–1918. Künstler aus Schlesien zwischen Hurrapatriotismus und Friedenssehnsucht. Konferenzschrift. Oettel, Görlitz 2005, ISBN 978-3-944560-16-8.
- hrsg. für: Schlesisches Museum zu Görlitz: Grenzgänge. WDS Pertermann, Dresden 2006, ISBN 3-936104-60-3 (deutsch, polnisch, tschechisch; Ausstellungskatalog).

als Herausgeberin und Koautorin
- hrsg. für: Schlesisches Museum zu Görlitz. Mit Beiträgen von: Johanna Brade, Harriet Hauptmann, Peter Sprengel: Poetische Orte. Bilder und Texte von Ivo und Gerhart Hauptmann. Schlesisches Museum, Görlitz 2012, ISBN 978-3-9813510-6-4 (Ausstellungskatalog).